# بارك جاي-هيون
بارك جاي-هيون (هانغل: 박재현) هو لاعب كرة قدم كوري جنوبي في مركز الهجوم، ولد في 29 أكتوبر 1980 في كوريا الجنوبية. لعب مع إثنيكوس وإنتشون يونايتد وسبورتينغ غوا ونادي دايجو.

## وصلات خارجية
- بارك جاي-هيون على موقع دوري كوريا الجنوبية (الإنجليزية)
- بارك جاي-هيون على موقع قاعدة بيانات كرة القدم.إي يو (الإنجليزية)
- بارك جاي-هيون على موقع Soccerway.com (الإنجليزية)